# Ulica Fryderyka Chopina w Warszawie

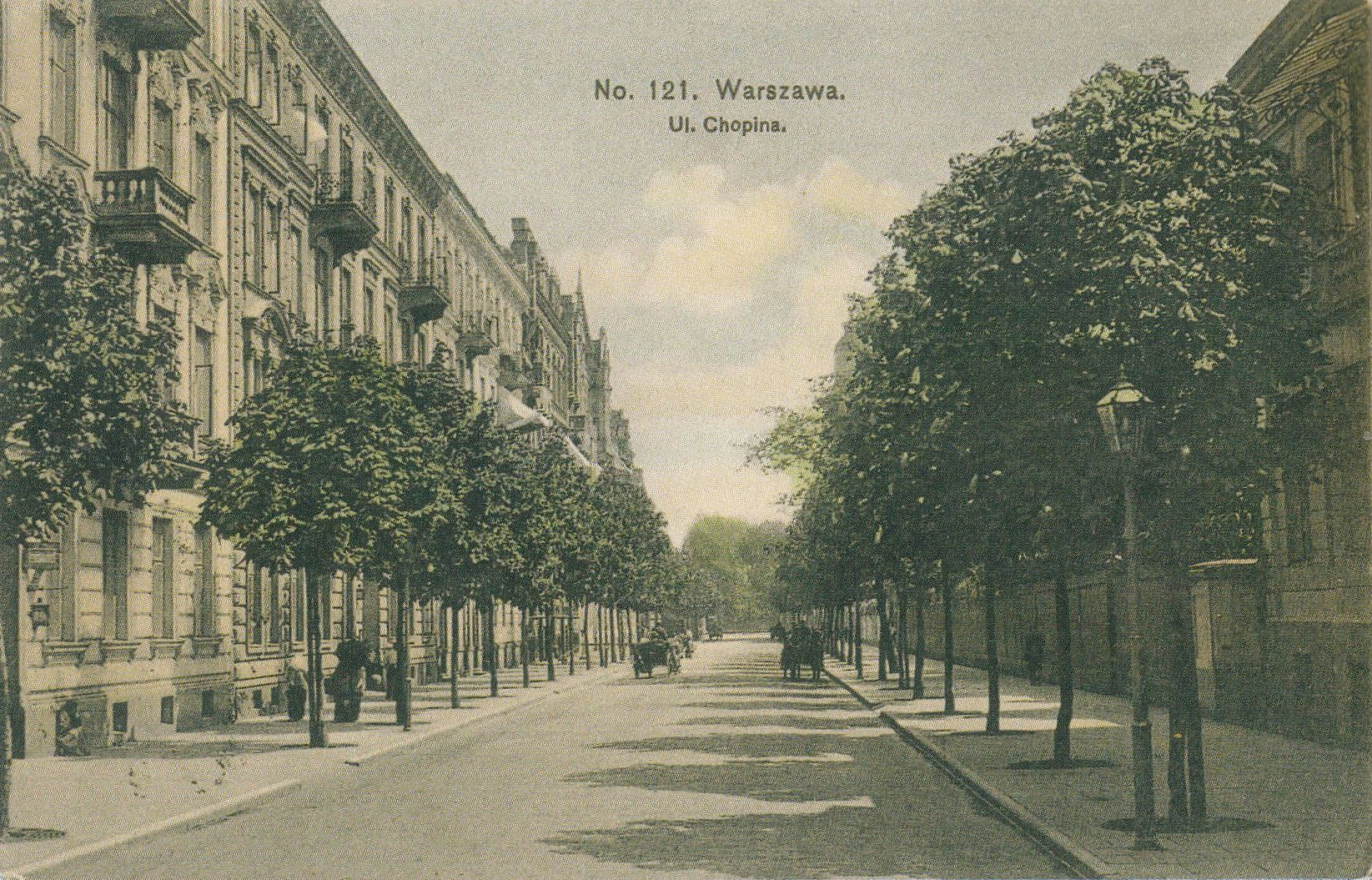
Ulica Chopina ok. 1908, widok od strony ul. Mokotowskiej w kierunku Alej Ujazdowskich

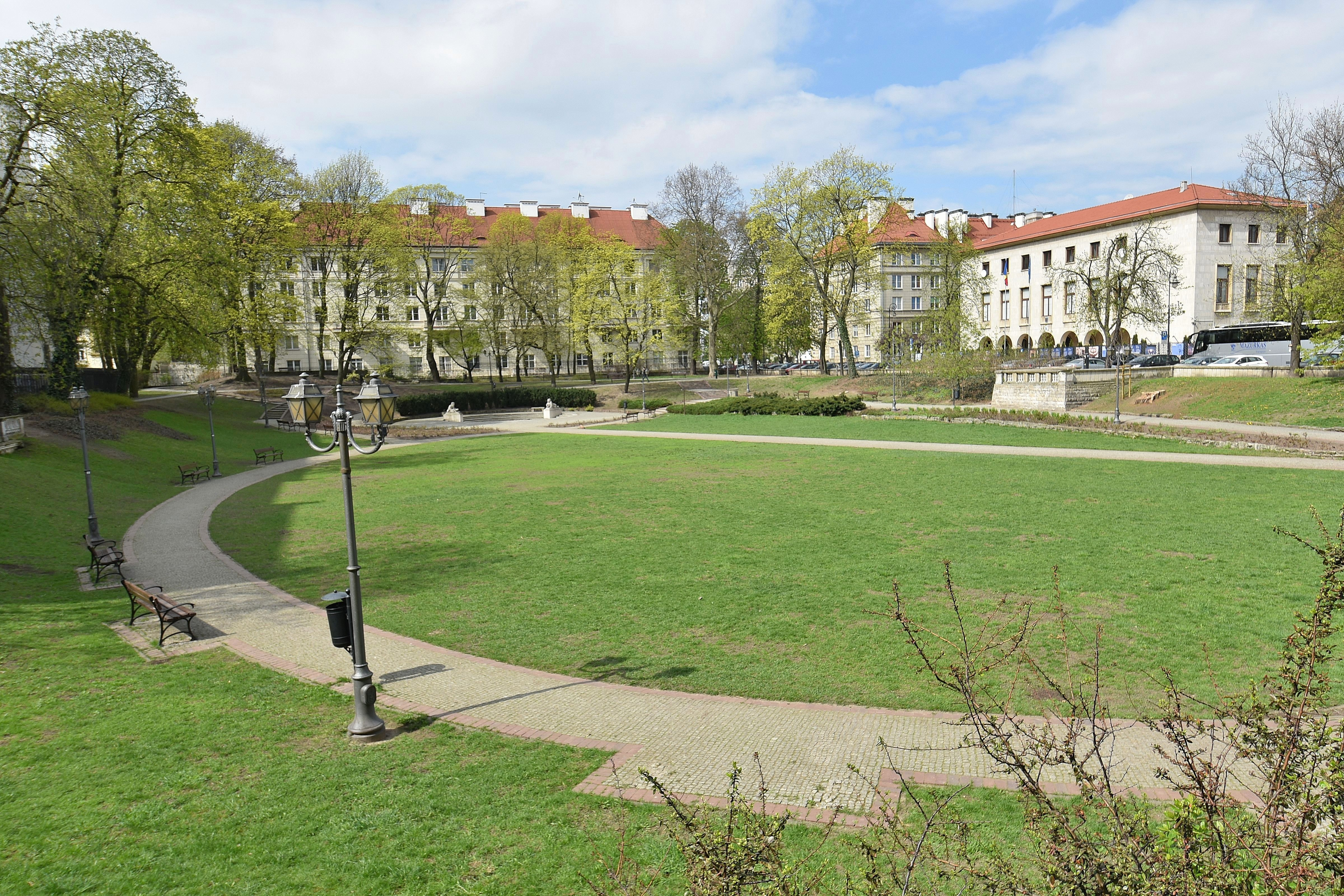
Dolina Szwajcarska, po prawej Ambasada Rumunii (nr 10)

Ulica Fryderyka Chopina – ulica w warszawskiej dzielnicy Śródmieście, biegnąca od Alej Ujazdowskich do ul. Mokotowskiej.

## Historia
Przeprowadzona w 1891 na miejscu alei ogrodu zwanego Doliną Szwajcarską, brukowaną nawierzchnię otrzymała w 1895. W tym samym roku nadano oficjalnie nazwę ulicy. W nazwie przyjęto fonetyczny zapis nazwiska kompozytora – „ulica Szopena”.
Na przełomie wieków ulica została obudowana komfortowymi kamienicami o eklektycznych dekoracjach fasad. Ulica była zamieszkiwana przez zamożnych lokatorów. Na terenie Doliny Szwajcarskiej wystawiono bogato zdobiony pałacyk Warszawskiego Towarzystwa Łyżwiarskiego.
W 1896 pod numerem 13 wzniesiono piętrową willę projektu Fryderyka Dietricha, przy udziale przedsiębiorcy Adolfa Szmidta, znanego też z przeprowadzenia ul. Dowcip.
Naprzeciwko, najprawdopodobniej według projektu Edwarda Goldberga wzniesiono dwie wielkomiejskie kamienice, z których jedna zdobiona była motywami neogotyckimi z elementami rokoka, zaś druga otrzymała dekorację w duchu neogotyku angielskiego.
W okresie 1899–1902 pod numerem 2 wybudowano willę hrabiego Zygmunta Rzyszczewskiego. Autorem projektu był François Arveuf; willa zniszczona w latach wojny została odbudowana w zupełnie innym kształcie.
W latach 1903–1904 pod numerem 1, u zbiegu z Alejami Ujazdowskimi zbudowano kamienicę Maurycego Spokornego, na terenie który odkupił on od Warszawskiego Towarzystwa Łyżwiarskiego. Kamienica, projektowana przez Dawida Landego, była jednym z najwybitniejszych dzieł architektury secesyjnej w Polsce. Jej elewacje ozdobił delikatny detal, a od strony Alej Ujazdowskich dodatkowo alegoryczne rzeźby Sława i Wiedza autorstwa Stanisława Romana Lewandowskiego. W kamienicy po 1910 mieszkał i tworzył wybitny architekt Czesław Przybylski.
W 1939 spłonęła część zabudowy ulicy w pobliżu Alej Ujazdowskich. Poważne zniszczenia przyniósł też 1944.
Po 1945 rozebrano mury wszystkich wypalonych kamienic, w tym bezcenną i mało uszkodzoną kamienicę Maurycego Spokornego. Ocalała jedynie willa Władysława Kieślańskiego pod nr. 2a z 1900, wzniesiona najprawdopodobniej według projektu Ludwika Panczakiewicza. W 1949 została ona przebudowana z przeznaczeniem na Ambasadę Norwegii. Zachowało się również 9, charakterystycznych dla Warszawy, słupów oświetleniowych („pastorałów”).
Na początku lat 50. zabudowę ulicy uzupełniono tzw. małym domem partii, mieszczącym początkowo Komitet Centralny PPR/PZPR (1948–1952) a następnie Komitet Warszawski PZPR (1952–1989). Obecnie mieszczą się tutaj Sąd Okręgowy i wydziały Ministerstwa Sprawiedliwości. Przed budynkiem w 2005 odsłonięto pomnik Stefana Roweckiego „Grota” autorstwa Zbigniewa Mikielewicza.
Pozostałością po Dolinie Szwajcarskiej jest miniaturowy ogródek z tarasami i fontanną zaprojektowany w 1951 przez architektów Zygmunta Stępińskiego i J. Dworakowską.
W listopadzie 2012 Rada Warszawy zmieniła brzmienie pierwotnie nadanej nazwy ulicy z Szopena na Fryderyka Chopina.

## Ważniejsze obiekty
- Budynek dawnego Komitetu Warszawskiego PZPR (nr 1)
- Ambasada Węgier (nr 2)
- Pomnik Stefana Roweckiego „Grota”
- Ambasada Finlandii (nr 4/8)
- Ambasada Rumunii (nr 10)

## Otoczenie
- Park Ujazdowski w Warszawie